# Antoku
Antoku (japonsky 安徳天皇, Antoku -tennó, 22. prosince 1178 ─ 25. dubna 1185) byl osmdesátý první císař Japonska v souladu s tradičním pořadím posloupnosti. Vládl od 18. března 1180 do své smrti 25. dubna 1185.
Za jeho panování byla Japonská císařská rodina zapletena do občanské války mezi mocnými válečnickými rody Minamoto a Taira známé jako Genpeiská válka.  V čele minamotského vojska bojujícího s armádou rodu Taira, který ovládal mladičkého císaře, stáli pozdější zakladatel Šógunátu Kamakura a jeho první šógun Joritomo Minamoto a jeho bratranec Jošinaka Minamoto. Během rozhodující námořní bitvy u Dannoury 25. dubna 1185, jež se pro Tairy vůbec nevyvíjela dobře, se Antokuova babička Tokiko Taira vrhla s mladičkým císařem do vod průlivu Kanmon (Šimonoseki) a raději, než aby se Antoku dostal do rukou nepřátelské strany, se sním utopila.
Tento střet válečnických rodů dal vzniknout mnoha legendám a příběhům. Příběh císaře Antokua a rodu jeho matky se stal námětem historického eposu Heike Monogatari (平家物語, česky Příběh rodu Taira), který byl sepsán v období Kamakura. Hrobka císaře Antokua se údajně nachází na řadě míst v západním Japonsku včetně ostrova Iwodžima ─ to je následek šíření legend o osudu mladičkého císaře v bitvě u Dannoury.
Princ, jehož osobní jméno (imina) před nástupem na Chryzantémový trůn znělo Tokohito (言仁親王 či Kotohito), byl prvorozeným synem 80. císaře Takakury, a tedy vnukem bývalého císaře Go-Širakawy. Jeho matka Tokuko Taira (平徳子, 1155─1214) byla druhorozenou dcerou Kijomoriho Tairy. Později byla označována za císařovnu vdovu Kenrei (建礼門院, Kenreimon-in).

## Události za Antokuova života

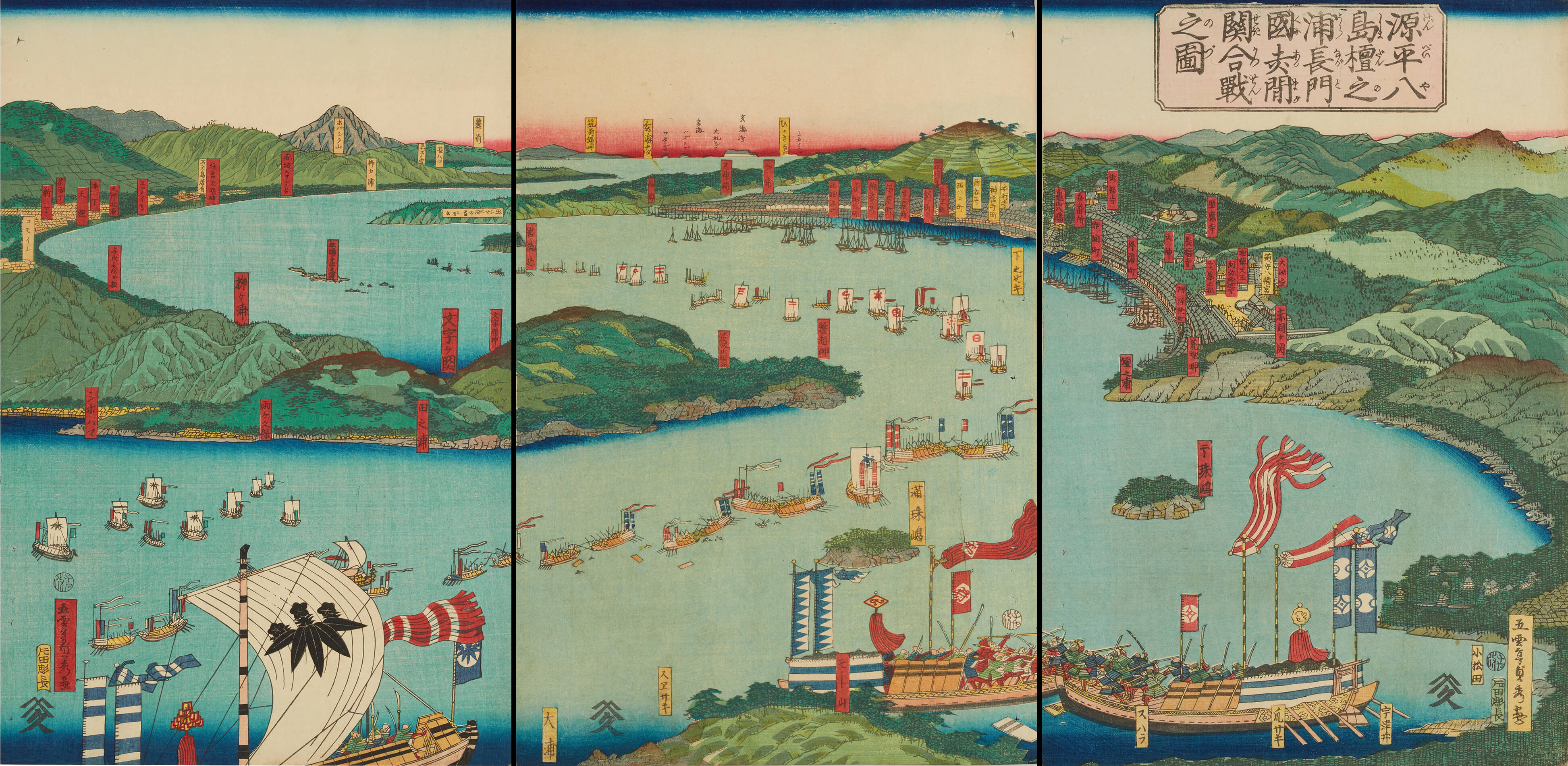
Bitva u Dannoury 25. dubna 1185

Princ Tokohito byl jmenován korunním princem, když mu byl asi jeden měsíc. Na trůn usedl ve dvou letech. Nemohl tedy mít žádnou skutečnou moc. Veškerou vládu za něj obstarával jeho děd Kijomori Taira, nikoli však oficiálně coby regent (seššó).  
Roku 1180, ve 12. roce svého panování, byl císař Takakura donucen, aby se vzdal Chryzantémového trůnu ve prospěch svého prvorozeného syna. Dvouletý princ Tokohito, vnuk Kijomoriho Tairy, tak přijal nástupnictví (senso) a krátce nato prý rovněž usedl na japonský trůn (sokui).
V roce nástupu prince Tokohita, budoucího císaře Antokua na trůn, bylo hlavní město přesunuto z Heian-kjó do dnešního Kóbe v prefektuře Hjógo, odkud se však brzy vrátilo zpět do dnešního Kjóta.
Počátkem září 1183 vstoupil Jošinaka Minamoto se svým vojskem do hlavního města. Tairové vedení Munemorim Tairou, kteří město dosud ovládali, před nimi uprchli a vzali s sebou malého císaře a rovněž japonské posvátné poklady. Jejich hlavní síly ustoupily do Jašimy, která je dnes částí města Takamacu v prefektuře Kagawa. V následující bitvě však byly poraženy a donuceny prchat dál na západ. Bývalý císař Go-Širakawa, který se do Heian-kjó vrátil spolu s minamotským vojskem, vydal Jošinakovi Minamotovi oprávnění spojit se s Jukiiem Minamotem, aby mohli zničit armádu Munemoriho Tairy, dědice Kijomoriho Tairy. Udělil mu rovněž titul Asahi šógun.
Dne 8. září 1183 prohlásil bývalý císař Go-Širakawa prince Takahiru (尊成親王), mladšího bratra uprchlého císaře Antokua, na přání rodu Minamoto císařem. Japonsko tak najednou mělo dva současně panující císaře ─ Antokua, který byl na útěku s armádou rodu Taira, a Go-Tobu, který pobýval s vojskem rodu Minamoto v Heian-kjó.
Dne 25. dubna 1185 se armády rodů Taira a Minamoto střetly v námořní bitvě u Dannoury. Tairské loďstvo bylo poraženo a hrozilo, že se Minamotové zmocní císaře Antokua. Jeho babička Tokiko Taira (平 時子, 1126─1185) se proto i s mladičkým císařem vrhla do vod průlivu Šimonoseki (Kanmon), kde se oba utopili. Také Antokuova matka Tokuko Taira (平 徳子, 1155─1214) skočila se sebevražedným úmyslem do vody, ale podle Příběhu rodu Taira byla vytažena za vlasy ven.
Tairové se pokusili utopit v moři i japonské posvátné poklady, aby se nedostaly do rukou Minamotů, ale než Minamotové loď, kde byly poklady uloženy, obsadili, podařilo se jim hodit do vln jen meč Kusanagi no curugi (草薙劍) a klenot Jasakani no magatama (八尺瓊曲玉).  Žena, která se pokusila hodit do vody zrcadlo Jata no kagami (八咫鏡), prý podle pověsti zemřela, poté co se do něj podívala. Klenot se potápěčům podařilo vylovit, ale posvátný meč nikoli. Panují domněnky, že byl tehdy ztracen. Pro meč, který začal být používán později, existují různá vysvětlení. Tvrdí se v nich, že jeho replika byla ukována později nebo že onen ztracený meč byl sám replikou, případně že ho vrátily na pevninu nadpřirozené síly. Nový meč byl uložen ve svatyni Acuta ve městě Nagoja.

## Pamětní místo

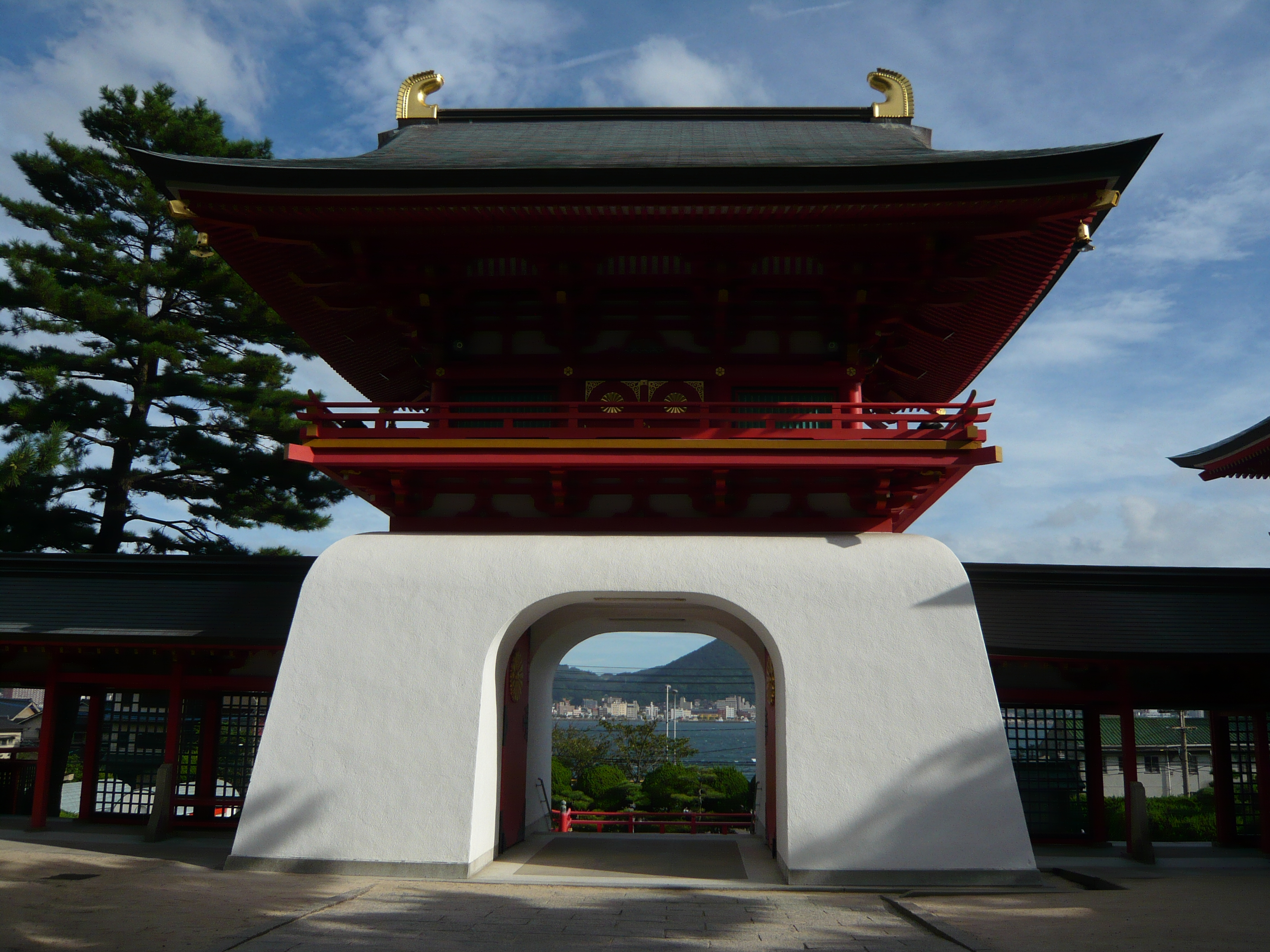
Hlavní brána svatyně Akama v Šimonoseki

Po císařově utonutí ve vodách japonského Vnitřního moře byla postavena svatyně Amidadži Goeidó, kde si lidé mohli připomínat památku zemřelého. Později byly císařovy ostatky uloženy v Kurume Suitengú ve městě Kurume v prefektuře Fukuoka a Antoku začal být všude uctíván jako vodní bůh Mizuno kami. Poté co se šintoismus stal v Japonsku státním náboženstvím, byla svatyně Amidadži opuštěna a ve městě Šimonoseki byla pro uctívání Antokua vybudována svatyně Akama. 
Úřad pro záležitosti japonského císařského dvora stanovil svatyni Amidadži no misasagi poblíž svatyně Akama za Antokuovu hrobku.